# Quatro Visões

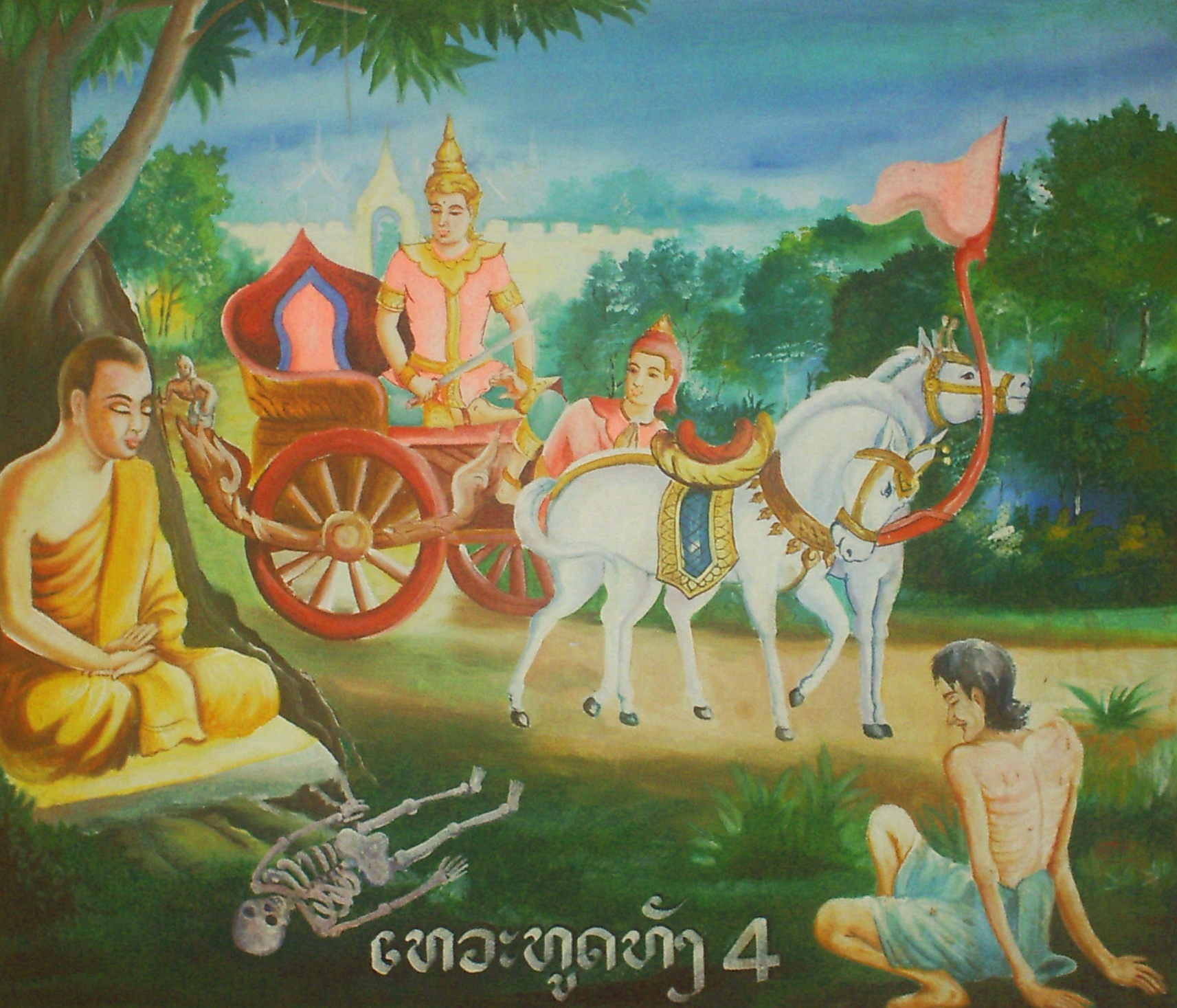
Uma pintura fazendo referência às Quatro Visões

As Quatro Visões (ou Quatro Cenas) foram observações específicas feitas pelo Príncipe Siddharta (futuro Buda) que o levaram à uma introspecção. Antes deste acontecimento, o príncipe permanecia confinado em seu palácio a pedido de seu pai. O pai de Siddharta Gautama temia, através de uma predição, que o príncipe se tornaria ascético ao entrar em contato com os sofrimentos da vida.

Em seu primeiro desbravamento fora do palácio, acompanhado de seu cocheiro Channa, ele observou: um homem idoso, um homem doente, um defunto e um shramana (uma pessoa ascética, desapegada dos prazeres terrenos). Essa observações o afetaram profundamente e o fizeram perceber o sofrimento presente em todos os seres, e o motivaram a iniciar sua trajetória espiritual.

Compreendendo a insignificância dos prazeres sensuais, ele deixou sua família e toda sua fortuna em busca de verdade e paz duradouras. Sua busca era maior por compaixão pelo sofrimento alheio que pelo seu próprio, já que não havia tido tal experiência. Ele não abandonou sua vida mundana na velhice, mas no alvorecer de sua maturidade; não na pobreza, mas em plena fartura.

## Antecedentes
Após o nascimento do Príncipe Siddharta, o Rei Suddhodana convocou oito Brahmanes para predizer o futuro de seu filho. Enquanto sete deles declararam que o príncipe ser tornaria provavelmente um grande Rei, o Brahmane Kaundinya estava seguro que ele iria renunciar ao mundo e se tornar um Buddha.

Suddhohana, que estava disposto a fazer de seu filho um rei, confinou-o dentro de seu palácio e o cercou de prazeres terranos e luxúria. Desta forma o rei escondeu as realidades da vida que poderiam encorajá-lo a renunciar seu posto e torná-lo ascético.

## Introspecção
Após observar as quatro visões, Siddharta retornou ao palácio, no qual estava ocorrendo uma performance de belas dançarinas especialmente para ele. Durante a performance o príncipe continuou a pensar nas visões que teve durante o dia. Na manhã do dia seguinte ele olhou para si mesmo e para as dançarinas dormindo esparramadas ao seu redor. Esse conflito de realidades fortaleceu sua motivação para sair em busca do fim do sofrimento para todos os seres.

Um certo dia, Siddharta deixou o palácio em seu cavalo Kanthaka, acompanhado de Channa. Após um bom tempo de caminhada, ele pediu que Channa retornasse ao palácio levando todos seus pertences. A partir de então Siddharta Gautama passou a seguir uma vida ascética, em busca do que no futuro revelou-se ser sua  Iluminação como Buddha.